# Nísia Floresta (ort)
Nísia Floresta är en ort i Brasilien.   Den ligger i kommunen Nísia Floresta och delstaten Rio Grande do Norte, i den östra delen av landet, 1 800 km nordost om huvudstaden Brasília. Nísia Floresta ligger 19 meter över havet och antalet invånare är 10 115.
Terrängen runt Nísia Floresta är huvudsakligen platt. Nísia Floresta ligger nere i en dal. Närmaste större samhälle är São José de Mipibu, 3,7 km nordväst om Nísia Floresta.
Omgivningarna runt Nísia Floresta är en mosaik av jordbruksmark och naturlig växtlighet. Runt Nísia Floresta är det ganska tätbefolkat, med 104 invånare per kvadratkilometer.